# Filip Geljo
Filip Geljo (* 13. April 2002 in Toronto, Ontario) ist ein kanadischer Schauspieler.

## Leben
Filip Geljos Vater, der Schauspieler Jasmin Geljo, wurde in Bosnien und Herzegowina geboren, seine Mutter stammt von den Philippinen Er wurde einem breiten Publikum durch seine Rolle des Agenten Otto in der Fernsehserie Odd Squad – Junge Agenten retten die Welt, die er von 2014 bis 2017 in insgesamt 41 Episoden verkörperte, bekannt. 2016 verkörperte er dieselbe Rolle im dazugehörigen Spielfilm Odd Squad – Die Sondertruppe – Der Film sowie 2021 in zwei Episoden der Fernsehserie Odd Squad: Mobile Unit. 2022 spielte er im Film Avatar: The Way of Water die Rolle des Aonung.

## Filmografie (Auswahl)
- 2014: The Last Chance (Fernsehfilm)
- 2014–2017: Odd Squad – Junge Agenten retten die Welt (Odd Squad, Fernsehserie, 41 Episoden)
- 2015: The Waiting Room
- 2015: Shahzad (Kurzfilm)
- 2016: Annedroids (Fernsehserie, Episode 3x06)
- 2016: Odd Squad – Die Sondertruppe – Der Film (Odd Squad: The Movie)
- 2021: Odd Squad: Mobile Unit (Fernsehserie, 2 Episoden)
- 2022: Avatar: The Way of Water